# Nudaria mesombra
Nudaria mesombra là một loài bướm đêm thuộc phân họ Arctiinae, họ Erebidae.